# 菱田春草
菱田 春草（ひしだ しゅんそう、1874年（明治7年）9月21日 - 1911年（明治44年）9月16日）は、明治期の日本画家。横山大観、下村観山とともに岡倉天心（覚三）の門下で、明治期の日本画の革新に貢献した。本名は三男治（みおじ）。

## 生涯
1874年（明治7年）、長野県伊那郡飯田町（現・飯田市）に旧飯田藩士の菱田鉛治の三男として生まれた。飯田学校（現追手町小学校）で学んだ後に上京し、狩野派の結城正明の画塾で学ぶ。1890年（明治23年）、東京美術学校（現・東京藝術大学）に入学。春草は美校では大観、観山の1学年後輩にあたる。美校での師は狩野派の末裔である橋本雅邦であった。春草は大観、観山とともに、当時美校校長であった岡倉天心の強い影響下にあった。初期の美校では基礎知識として、フェノロサによる美学、岡倉天心による「日本美術史」、フェロノサと岡倉天心の師である黒川真頼による有職故実、和文、金工、漆工史等の講義があった。
1895年（明治28年）21歳で卒業すると、同年の秋から翌年にかけて帝国博物館の委嘱を受けて、大規模な古画模写事業に参加、京都や奈良をめぐった。
過激な日本画改革論者であった岡倉天心には反対者も多く、1898年（明治31年）、岡倉は反対派に追われるように東京美術学校校長を辞任した（反対派のまいた怪文書が原因だったとされる）。これに伴って、当時、美校の教師をしていた春草や大観、観山も学校を去り、在野の美術団体である日本美術院の創設に参加した。

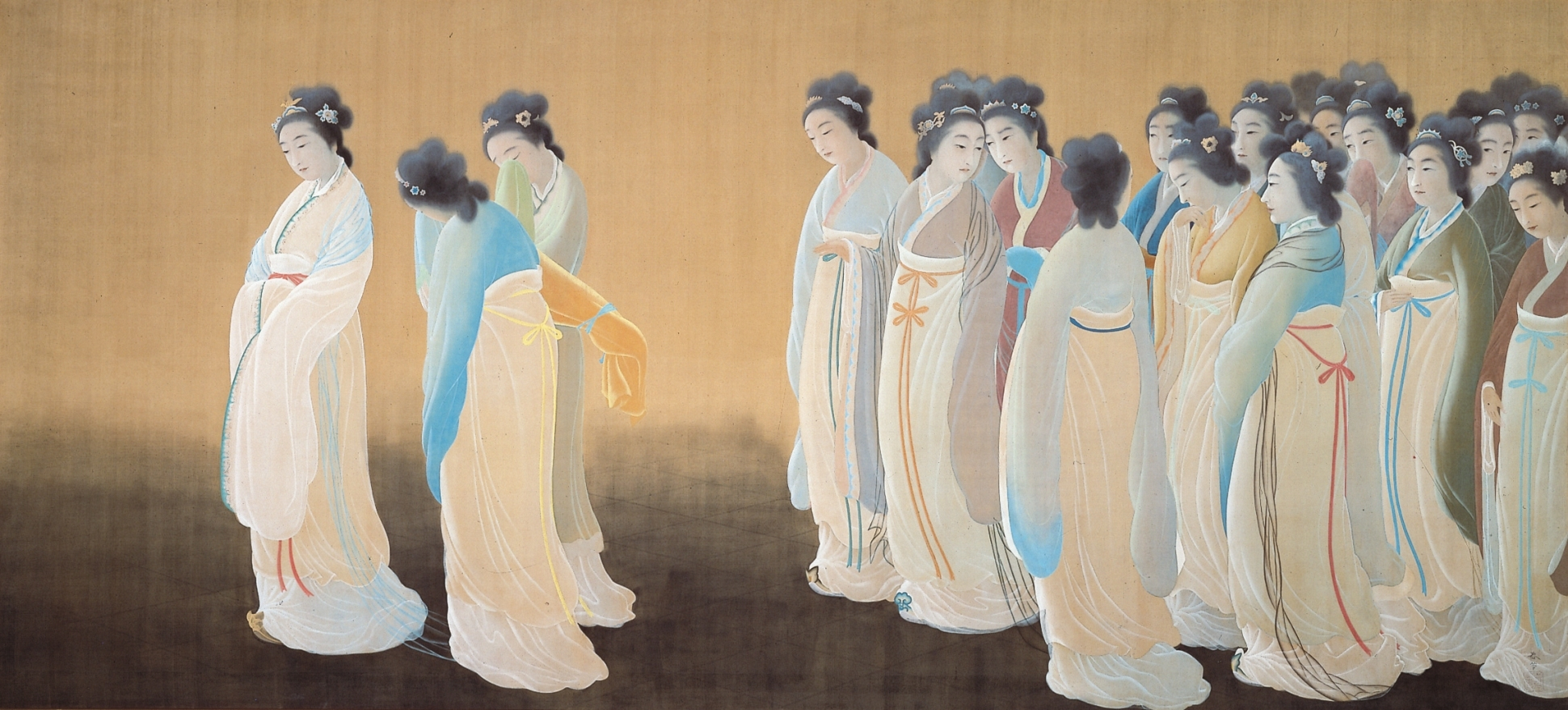
1902年（明治35年）「王昭君図」 善寶寺蔵（重要文化財）

その後、春草は1903年（明治36年）には大観とともにインドへ渡航。1904年（明治37年）には岡倉、大観とともにアメリカへ渡り、ヨーロッパを経て翌年帰国した。1906年（明治39年）には日本美術院の五浦（いづら、茨城県北茨城市）移転とともに同地へ移り住み、大観、観山らとともに制作に励んだ。

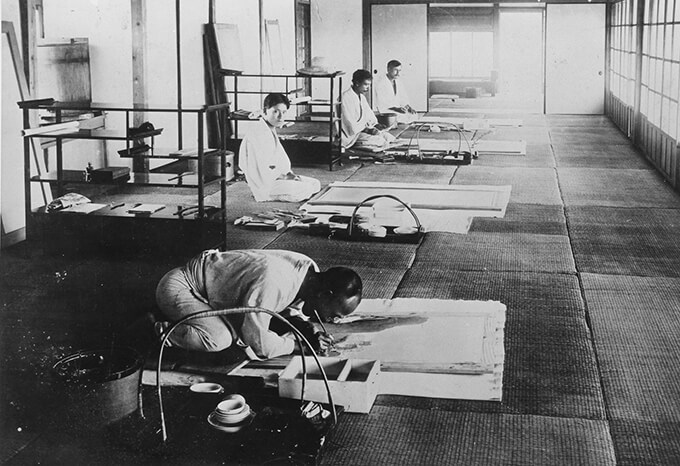
五浦の日本美術院研究所(手前から) 木村武山、菱田春草、横山大観、下村観山（1909年）

しかし、春草は腎臓病による眼病（網膜炎）治療のため、1908年（明治41年）には東京へ戻り、代々木に住んだ。代表作『落葉』は、当時はまだ郊外だった代々木近辺の雑木林がモチーフになっている。1911年（明治44年）、満37歳の誕生日を目前にして腎臓疾患（腎臓炎）のため死去した。

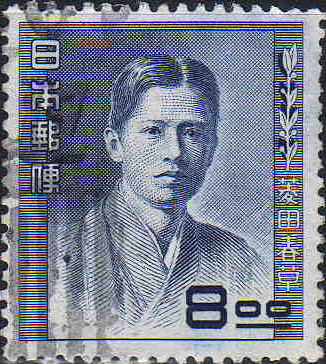
1951年（昭和26年）の文化人切手

## 家族
妻の千代は、長州藩士で陸軍少尉（輜重兵で位階は正八位、勲等は勲七等）の野上宗直の娘として生まれたが、父が1889年9月28日に若くして没したため、母の実家である飯田藩の石田新内の家に引き取られていた。その関係で春草と知り合っている。
兄の菱田為吉は東京物理学校教授（東京理科大学近代科学資料館・物理学校記念コーナーに為吉が作成した多面体模型が所蔵されている）、弟の菱田唯蔵は九州帝国大学、東京帝国大学教授。
長男の菱田春夫は美術鑑定家。

## 画業

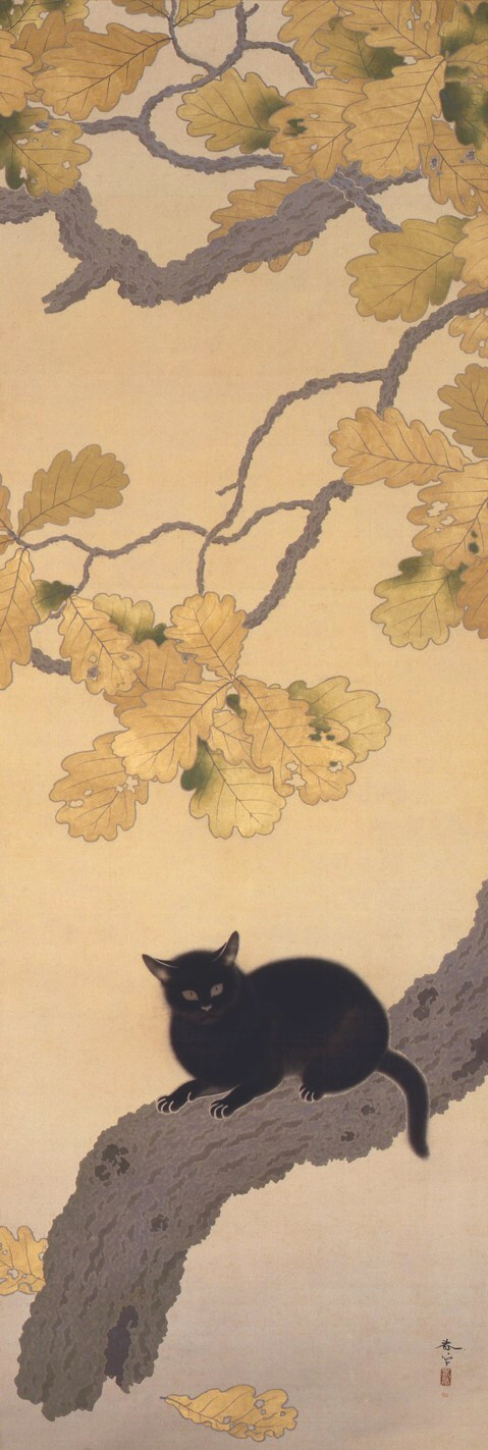
黒き猫（1910年〈明治43年〉作品。重要文化財）

春草、大観らは、1900年（明治33年）前後から、従来の日本画に欠かせなかった輪郭線を廃した無線描法を試みた。この実験的画法は世間の非難を呼び、「朦朧体」（もうろうたい）と揶揄された。『菊慈童』『秋景（渓山紅葉）』などが「朦朧体」の典型的作品である。1905年（明治38年）の帰国後は、琳派風の手法を取り入れるようになる。1907年（明治40年）には「官」の展覧会である文展（文部省美術展覧会）の第1回展が開催され、『賢首菩薩』を出品し、好評価を得た。それ以降、文展を主な舞台として活躍する。晩年の『落葉』は、伝統的な屏風形式を用いながら、空気遠近法（色彩の濃淡や描写の疎密で、遠くの事物と近くの事物を描き分ける）を用いて、日本画の世界に合理的な空間表現を実現した名作である。
春草は、伝統的な日本画の世界に様々な種類の斬新な技法を導入し、近代日本画の発展に尽くした画家であり、天心も大観も彼の早すぎた死を嘆き悲しんだ。大観は晩年に至るまで、自身が日本画の大家と褒められるたびに「春草こそ本当の天才だ。もしもあいつ（春草）が生きていたら、俺なんかよりずっと上手い」と語っていたという。
また、春草の落款・印章は画風の変化と時期が一致しており、春草の透徹冷静な人柄と性格を反映したものと評される。

## 作品
| 作品名           | 技法         | 形状・員数 | 寸法（縦x横cm）   | 所有者                                 | 年代                        | 出品展覧会                                                    | 文化財指定       | 備考 |
| ---------------- | ------------ | ---------- | ----------------- | -------------------------------------- | --------------------------- | ------------------------------------------------------------- | ---------------- | --- |
| 秋景山水         | 紙本著色     | 1幅        | 118.2×53.8        | 東京藝術大学大学美術館                 | 1893年7月頃                 | 絵画科本科2年学年試業成績                                     |                  | |
| 鎌倉時代闘牛の図 | 絹本著色     | 1幅        | 42.5×57.8         | 個人                                   | 1894年4月                   | 授業成績物および校友会臨時大会賞牌第2席                       |                  | |
| 寡婦と孤児       | 絹本著色     | 1幅        | 136.0×84.0        | 東京藝術大学大学美術館                 | 1895年7月                   | 卒業制作最優等                                                |                  | 『太平記』巻13「北山殿謀反事」に取材した可能性が高い。 |
| 高野山風景       | 絹本著色     | 1幅        | 56.0×83.3         | 公益財団法人木下美術館                 | 1895年                      |                                                               |                  | |
| 四季山水         | 紙本著色     | 4幅対      | 46.5×69.3         | 富山県立近代美術館                     | 1896年9月                   | 第1回日本絵画協会絵画共進会銅牌第4席                          |                  | |
| 拈華微笑         | 絹本著色     | 額1面      | 144.5×271.5       | 東京国立博物館                         | 1897年3月                   | 第2回日本絵画協会絵画共進会銅牌第2席                          |                  | |
| 水鏡             | 絹本著色     | 1幅        | 257.8×170.8       | 東京藝術大学大学美術館                 | 1897年10月                  | 第3回日本絵画協会絵画共進会銅牌第7席                          |                  | |
| 武蔵野           | 絹本著色     | 額1面      | 110.0×193.0       | 富山県立近代美術館                     | 1898年10月                  | 第5回日本絵画協会・第1回日本美術院連合絵画共進会銅牌第2席     |                  | |
| 寒林             | 紙本墨画     | 六曲一隻   | 151.5×303.3       | 霊友会妙一記念館                       | 1898年10月                  | 第5回日本絵画協会・第1回日本美術院連合絵画共進会              |                  | |
| 月下狐           | 紙本著色     | 1幅        | 135.0×65.5        | 水野美術館                             | 1899年4月                   | 日本美術院美術工芸共進会                                      |                  | |
| 六歌仙           | 金地著色     | 二曲一双   |                   | 永青文庫（熊本県立美術館寄託）         | 1899年4月                   | 日本美術院美術工芸共進会                                      |                  | |
| 秋景（渓山紅葉） | 絹本著色     | 1幅        | 163.9×97.4        | 島根県立美術館                         | 1899年10月                  | 第7回日本絵画協会・第2回日本美術院連合絵画共進会銅牌第3席     |                  | |
| 秋野             | 絹本著色     | 1幅        | 112.8×50.0        | 遠山記念館                             | 1899年10月                  | 第7回日本絵画協会・第2回日本美術院連合絵画共進会              |                  | |
| 稲田姫           | 絹本著色     | 1幅        | 121.8×53.0        | 水野美術館                             | 1899年10月                  | 第7回日本絵画協会・第2回日本美術院連合絵画共進会              |                  | |
| 菊慈童           | 絹本著色     | 1幅        | 181.0×110.7       | 飯田市美術博物館                       | 1900年4月                   | 第8回日本絵画協会・第3回日本美術院連合絵画共進会              |                  | |
| 伏姫（常磐津）   | 絹本著色     | 1幅        | 146.6×67.5        | 長野県信濃美術館                       | 1900年4月                   | 第8回日本絵画協会・第3回日本美術院連合絵画共進会              |                  | |
| 湖上釣舟         | 紙本墨画淡彩 | 二曲一隻   | 148.9×153.5       | 埼玉県立近代美術館                     | 1900年                      |                                                               |                  | |
| 釣帰             | 絹本著色     | 1幅        | 144.3×79.3        | 山種美術館                             | 1901年3月                   | 第10回日本絵画協会・第5回日本美術院連合絵画共進会銀章第5席    |                  | |
| 蘇李訣別         | 絹本著色     | 額1面      | 149.0×97.5        | 個人                                   | 1901年3月                   | 第10回日本絵画協会・第5回日本美術院連合絵画共進会             |                  | |
| 暮色             | 絹本著色     | 1幅        | 140.8×81.8        | 京都国立博物館                         | 1901年4月                   | 日本美術院京都絵画展覧会                                      |                  | |
| 躑躅双鳩（温麗） | 絹本著色     | 1幅        | 130.0×50.0        | 福井県立美術館                         | 1901年5月                   | 第6回絵画互助会1等                                            |                  | |
| 瀑布（流動）     | 絹本著色     | 1幅        | 110.2×41.9        | 光ミュージアム                         | 1901年6月                   | 第7回絵画互助会1等                                            |                  | |
| 羅浮仙           | 絹本著色     | 1幅        | 124.5×69.5        | 長野県信濃美術館                       | 1901年                      |                                                               |                  | |
| 月夜飛鷺（陸離） | 絹本著色     | 1幅        | 119.7×50.4        | 林原美術館                             | 1901年12月                  | 第12回絵画互助会2等                                           |                  | |
| 高士望岳（荘重） | 絹本墨画     | 1幅        | 103.4×47.9        | 広島県立美術館                         | 1902年1月                   | 第12回絵画互助会1等                                           |                  | |
| 海岸怒涛（雄快） | 絹本著色     | 1幅        | 121.6×49.8        | 長野県信濃美術館                       | 1902年2月                   | 第14回絵画互助会1等                                           |                  | |
| 王昭君           | 絹本著色     | 額1面      | 168.0×370.0       | 山形・善寶寺（東京国立近代美術館寄託） | 1902年3月                   | 第12回日本絵画協会・第7回日本美術院連合絵画共進会銅牌第1席    | 重要文化財       | |
| 霊昭女           | 絹本著色     | 1幅        | 119.3×49.0        | 飯田市美術博物館                       | 1902年4月                   | 第16回絵画互評会2等                                           | 飯田市有形文化財 | 課題「端妍」 |
| 秋草             | 紙本著色     | 二曲一隻   | 161.1×183.7       | 水野美術館                             | 1902年                      |                                                               |                  | |
| 雪後の月         | 絹本著色     | 1幅        | 113.0×49.1        | 滋賀県立近代美術館                     | 1902年                      |                                                               |                  | |
| 弁財天           | 絹本著色     | 1幅        | 50.0X40.0         | 法人                                   | 1903年                      |                                                               |                  | 滞印期の作 |
| 鹿               | 絹本著色     | 1幅        | 167.1×84.0        | 飯田市美術博物館                       | 1903年10月                  | 第15回日本絵画協会・第10回日本絵画協会連合絵画共進会銀章第6席 | 飯田市有形文化財 | |
| 夕陽             | 絹本著色     | 額1面      | 124.1×49.4        | 法人                                   | 1903年10月                  | 第15回日本絵画協会・第10回日本絵画協会連合絵画共進会          |                  | |
| 雨（山路）       | 絹本著色     | 額1面      | 123.9×49.7        | 長谷川町子美術館                       | 1903年10月                  | 第15回日本絵画協会・第10回日本絵画協会連合絵画共進会          |                  | 同展に《風・雨》という対幅で出品されたが、現在は《雨（山路）》のみ残っている。 |
| 梅下白描         | 絹本著色     | 1幅        |                   | 福田美術館                             | 1903年頃                    |                                                               |                  | |
| 春庭             | 絹本著色     | 1幅        |                   | 福田美術館                             | 1897-1906年（明治30年代）頃 |                                                               |                  | |
| 夜桜             | 絹本著色     | 1幅        | 72.9×49.5         | 飯田市美術博物館                       | 1904年                      |                                                               | 飯田市有形文化財 | |
| 夕の森           | 絹本著色     | 1幅        | 44.5×60.0         | 飯田市美術博物館                       | 1904年                      |                                                               | 飯田市有形文化財 | |
| 帰樵             | 絹本著色     | 1幅        | 49.5×70.3         | 飯田市美術博物館                       | 1906年                      |                                                               | 飯田市有形文化財 | |
| 賢首菩薩         | 絹本著色     | 1幅        | 185.7×99.5        | 東京国立近代美術館                     | 1907年10月                  | 第1回文展2等第3席                                             | 重要文化財       | |
| 蓬莱山           | 絹本著色     | 1幅        | 107.7x41.7        | 岡田美術館                             | 20世紀初頭                  |                                                               |                  | |
| 薊に鳩           | 絹本著色     | 1幅        | 123.9x40.6        | 岡田美術館                             | 20世紀初頭                  |                                                               |                  | |
| 海月             | 絹本著色     | 1幅        | 118.0x50.0        | 岡田美術館                             | 1907年頃                    |                                                               |                  | |
| 旭光耀々         | 絹本著色     | 1幅        | 116.8x50.3        | 岡田美術館                             | 1907年頃                    |                                                               |                  | |
| 松間の月         | 絹本著色     | 1幅        | 117.0x49.3        | 岡田美術館                             | 20世紀初頭                  |                                                               |                  | |
| 瀑布の図         | 絹本著色     | 1幅        | 112.3x48.2        | 岡田美術館                             | 20世紀初頭                  |                                                               |                  | |
| 林和靖           | 絹本著色     | 1幅        | 116.0×50.5        | 茨城県近代美術館                       | 1908年3月                   | 日本美術院小展覧会                                            |                  | |
| 桐に小禽         | 絹本著色     | 1幅        | 114.9×49.8        | 水野美術館                             | 1908年3月                   | 日本美術院小展覧会                                            |                  | |
| 紅葉山水         | 絹本著色     | 1幅        | 120.0×50.7        | 愛知県美術館                           | 1908年11月                  |                                                               |                  | パトロンだった秋元洒汀旧蔵品 |
| 秋木立           | 絹本著色     | 1幅        | 119.1×50.5        | 東京国立近代美術館                     | 1909年2月                   | 第2回国画玉成会                                               |                  | |
| 落葉             | 絹本著色     | 二曲一隻   | 152.0×164.0       | 滋賀県立近代美術館                     | 1909年                      |                                                               |                  | 落葉の連作のうち、前述の《秋木立》と共通性が強いことから最初の作品と考えられる。 |
| 落葉（未完）     | 紙本著色     | 六曲一双   | 149.7×360.2（各） | 個人                                   | 1909年                      |                                                               |                  | 土坡があるのが特徴。春草は本作制作を急遽中断し、下記の文展出品作に取り掛かる。 |
| 落葉             | 紙本著色     | 六曲一双   | 157.0×362.0（各） | 永青文庫（熊本県立美術館寄託）         | 1909年10月                  | 第3回文展2等第1席                                             | 重要文化財       | 未完本の制作中断もあり、1週間から10日ほどで仕上げた。地平線は暗示されてはいるもののぼかされ、木々は奥に行くほどコントラストを減じて背後に溶け込む幻想的な空間が広がる。                                                                                         |
| 落葉             | 絹本著色     | 二曲一双   | 152.8×151.8（各） | 茨城県近代美術館                       | 1909年                      |                                                               |                  | |
| 落葉             | 紙本著色     | 六曲一双   | 154.2×354.3（各） | 福井県立美術館                         | 1909年                      |                                                               |                  | |
| 苦行             | 絹本著色     | 1幅        | 130.6×50.8        | 姫路市立美術館                         | 1909年                      |                                                               |                  | |
| 雪中の鹿         | 絹本著色     | 1幅        | 127.0×56.0        | 吉野石膏株式会社                       | 1909年頃                    |                                                               |                  | |
| 暁の海           | 絹本著色     | 1幅        | 116.4×49.4        | 吉野石膏株式会社                       | 制作年不詳                  |                                                               |                  | |
| 四季山水         | 絹本著色     | 1巻        | 40.2×945.6        | 東京国立近代美術館                     | 1910年                      |                                                               |                  | |
| 雀に鴉           | 紙本著色     | 六曲一双   | 159.0×357.0（各） | 東京国立近代美術館                     | 1910年3月                   | 巽画会第10回絵画展覧会2等銀賞第1席                            |                  | |
| 仙女（霊昭女）   | 絹本著色     | 1幅        | 109.4×40.5        | 個人                                   | 1910年7月                   |                                                               |                  | 上村松園から「唐人物」と依頼を受けて描いた絵。1910年5月27日に受注、7月26日に完成。 |
| 黒き猫           | 紙本著色     | 六曲一双   | 116.7×259.0       | 霊友会妙一記念館                       | 1910年                      |                                                               |                  | |
| 黒き猫           | 絹本著色     | 1幅        | 151.1×51.0        | 永青文庫（熊本県立美術館寄託）         | 1910年                      | 第4回文展                                                     | 重要文化財       | 最後の文展出展作品。当初、今様美人が傘をさして往来する光景を六曲一双屏風にするつもりだったが、モデルの妻が貧血で倒れたり、着物の色調をまとめきれなかったため制作を断念、急遽本作品を僅か5日で仕上げた。モデルとなった猫は近所の焼き芋屋から借用したものである。 |
| 春秋             | 絹本著色     | 双幅       | 144.5×71.7（各）  | 飯田市美術博物館                       | 1910年                      |                                                               | 飯田市有形文化財 | |
| 猫に烏           | 紙本金地著色 | 二曲一双   | 162.0×162.0（各） | 茨城県近代美術館                       | 1910年                      |                                                               |                  | |
| 紅葉に小禽       | 絹本著色     | 1幅        | 115.8x49.6        | 岡田美術館                             | 1910年頃                    |                                                               |                  | |
| 松竹梅図         | 紙本銀地著色 | 二曲一双   | 146.0×146.0（各） | 個人                                   | 1910年頃                    |                                                               |                  | |
| 松と竹           | 銀地墨画淡彩 | 二曲一双   | 174.0×176.0（各） | 法人                                   | 制作年不詳                  |                                                               |                  | |
| 早春             | 絹本著色     | 六曲一双   | 172.7×307.2（各） | 個人                                   | 1911年3月                   | 第11回巽画会絵画展覧会                                        |                  | |
| 梅に雀           | 絹本著色     | 1幅        | 120.2×50.4        | 東京国立近代美術館                     | 1911年3月                   |                                                               |                  | 軸物では最後の絵。春草はこの年の2月に病気が再発し、筆がまともに取れない状態で描き上げた。 |

| 落葉 1909年 永青文庫蔵（重要文化財） |  | 落葉 1909年 永青文庫蔵（重要文化財） |
| 落葉 1909年 永青文庫蔵（重要文化財） |  |                                      |

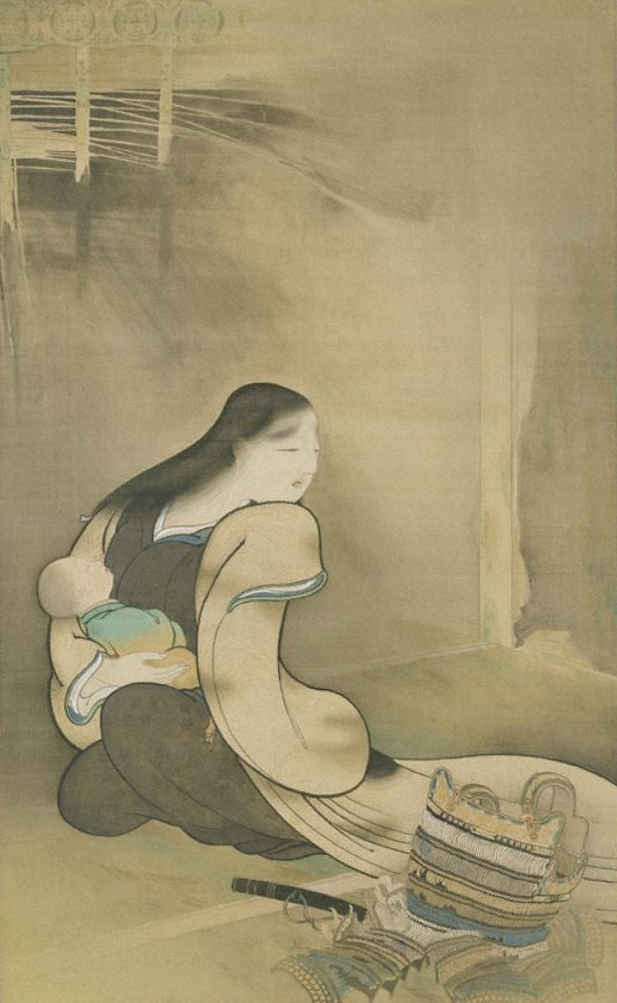
寡婦と孤児 1895年
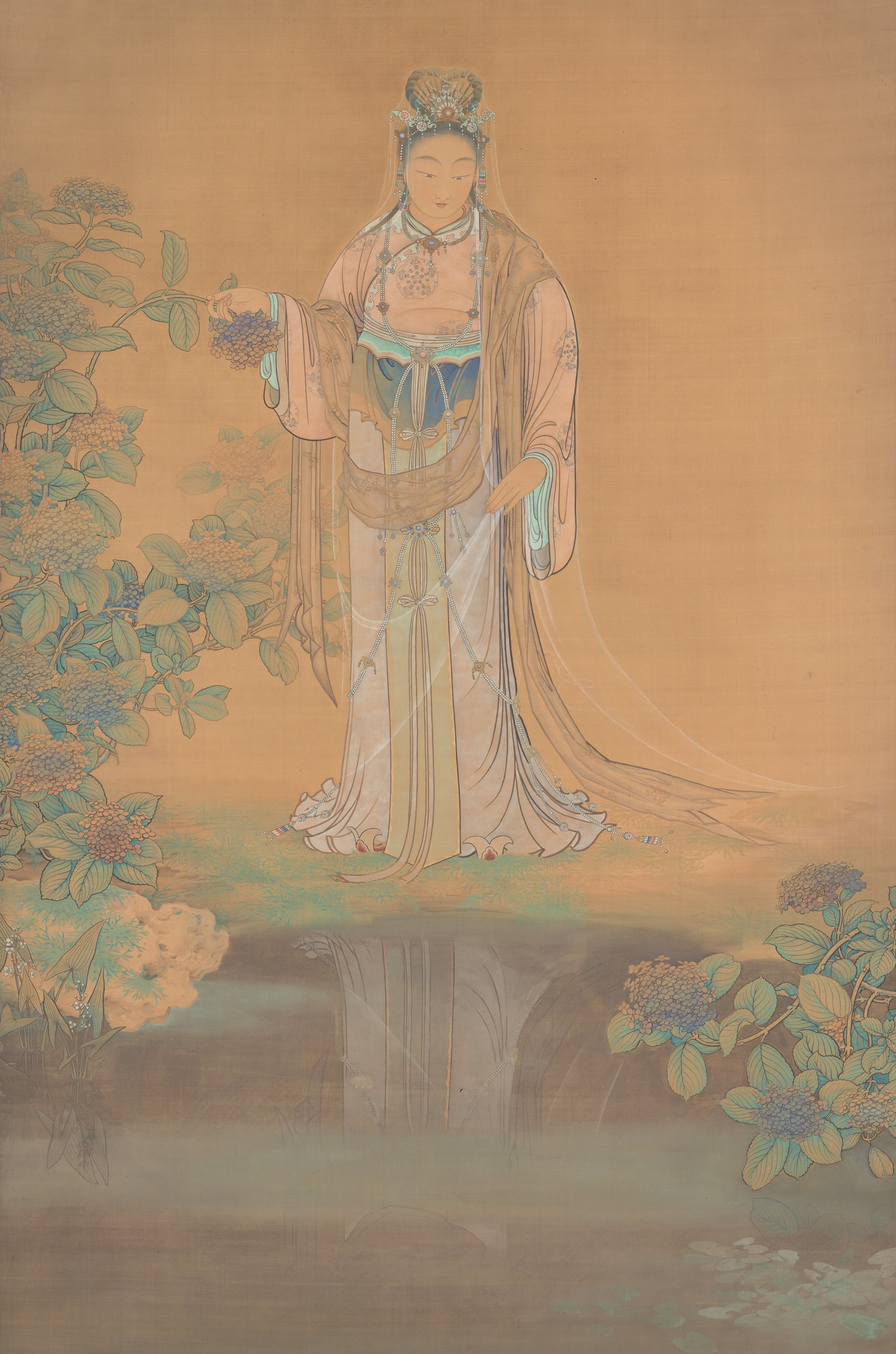
水鏡 1897年
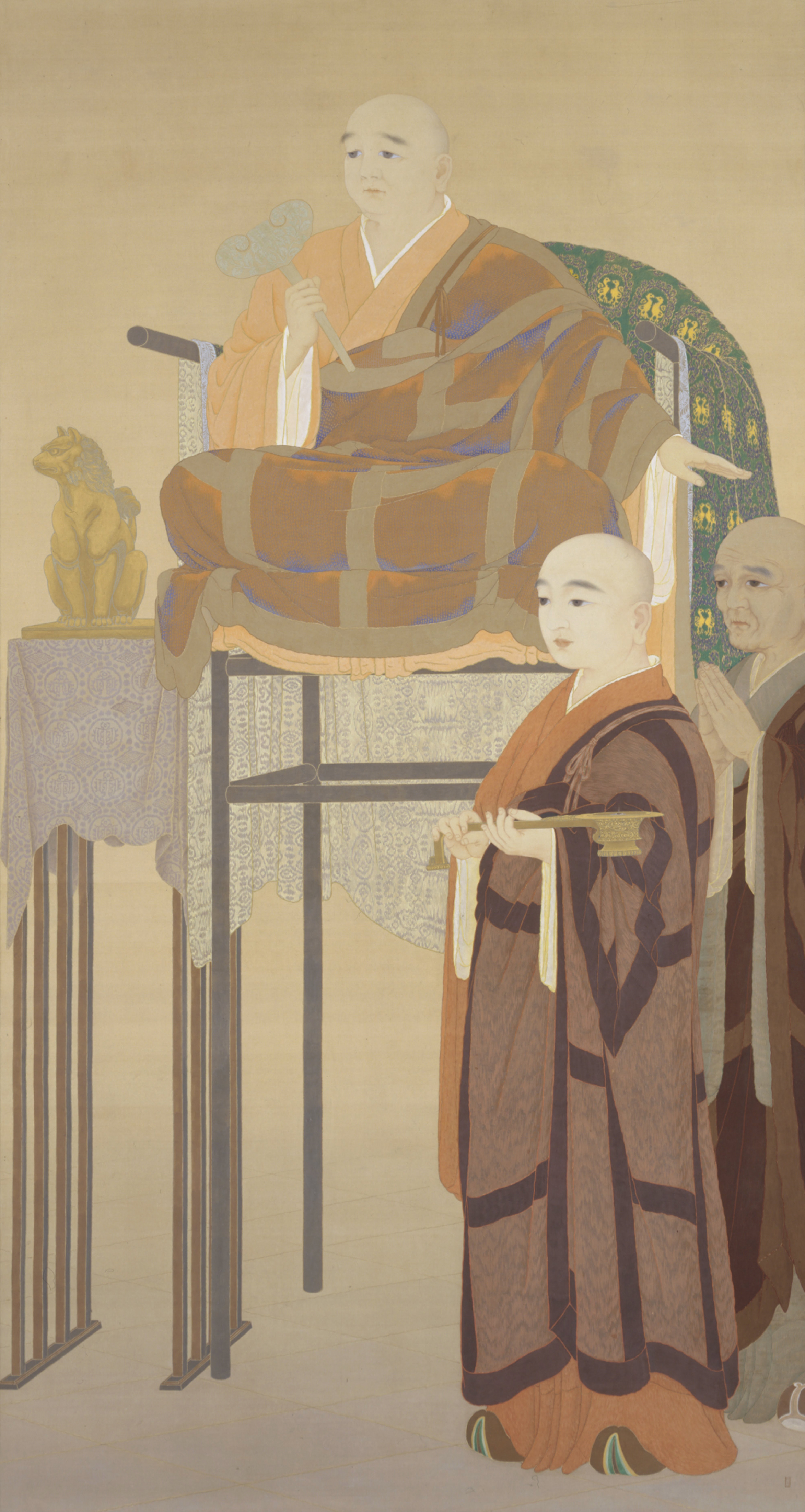
賢首菩薩 1907年（重要文化財）

## 菱田春草生誕地公園
飯田市仲ノ町の生誕地は公園として整備され、2015年（平成27年）3月29日に「菱田春草生誕地公園」として開園した。園内には生家の縁側を再現した屋根付きのベンチのほか、好んで描いた草花が植栽された庭園などが整備されている。住民組織の「春草公園を愛する会」により、維持管理が行われている。

## 主な書籍
単行本
- 近藤啓太郎 『菱田春草』 講談社、1984年
- 菱田春夫編 『菱田春草』 大日本絵画 1986年
- 児島孝 『近代日本画、産声のとき 岡倉天心と横山大観、菱田春草』 思文閣出版、2004年

画集
- 『菱田春草素描集』 全3集 大日本絵画 1989年
- 『菱田春草』 朝日新聞出版<別冊アサヒグラフ日本美術特集編51>、1987年ほか
- 小池賢博編集『菱田春草 こころの秋』 学研＜巨匠の日本画4＞ 2004年ほか

展覧会図録
- 飯田市美術博物館編集・発行 『菱田春草没後百年記念特別展 春草晩年の探求 ー日本美術院と装飾美ー』 2011年9月
- 渡辺美保（長野県信濃美術館）編集 『没後１００年 菱田春草展 ー新たなる日本画への挑戦ー』 長野県信濃美術館 信濃毎日新聞社、2011年9月10日
- 鶴見香織 三輪健仁[東京国立近代美術館]編集 『菱田春草展』 日本経済新聞社 NHK NHKプロモーション、2014年
- 飯田市美術博物館編集・発行 『菱田春草生誕一四〇年記念・菱田春草生誕地公園完成記念特別展 創造の源泉 ー菱田春草のスケッチー』 2015年3月
- 飯田市美術博物館編集・発行 『没後一一〇年特別展 菱田春草 故郷につどう珠玉の名画』 2021年10月